# سایپرس‌دد
سایپرس‌دد (نام علمی: Cypretherium) نام یک سرده از تیره کامل‌دندانان است.